# Maurice Jeanjean
Pour les articles homonymes, voir Jeanjean.
Maurice Jeanjean, né le 20 août 1897 à Ventenac-en-Minervois et mort le 12 janvier 1968 dans le 15e arrondissement de Paris, est un musicien (saxophone alto, clarinette), compositeur (de cinéma) et arrangeur français.

## Biographie
Maurice Jeanjean est issu d'une famille de musiciens ; son père Paul (1874-1928) et son frère Faustin Jeanjean (de) (1900-1979) étaient eux aussi musiciens et compositeurs. En tant qu'arrangeur, il a participé à la fin des années 1910 aux représentations des opéras bouffe (Les cent vierges, musique de Charles Lecocq ) avec des livrets de Clairville, Chivot et Duru (1872) et La Fille de madame Angot. En 1934, il travaille à Paris dans l'orchestre de Léon Kartun, dans lequel jouent également des musiciens comme Stéphane Grappelli, Gaston Lapeyronnie (de) et Michel Warlop.
Il a composé entre autres 20 grandes études pour la clarinette, avec Faustin Jeanjean des chansons (par exemple The Melody of My Heart,), des œuvres de musique de chambre (Guisganderie pour clarinette et piano, composé en hommage à Henri Guisgand), des œuvres pour orchestre (Balançoires) et pour cordes comme La danse des violons et Fiddlin' for Fun (Les violons s'amusent). La plus connue est sans doute le Quatuor pour saxophones des frères Jeanjean ; la composition écrite pour le Quatuor de la Garde républicaine (terminée en 1949 par Faustin Jeanjean) s'est établie comme une œuvre majeure du répertoire des quatuors de saxophones. Il a écrit, en partie avec son frère Faustin, la musique de films de César Silvagni et Jacques-Bernard Brunius (Autour d'une évasion, 1934), Léopold Simons (Le Fraudeur, 1937) et Julien Duvivier (L'Affaire Maurizius, 1954),; Il a également écrit le thème d'ouverture et le thème final du film Le Vin du bonheur, basés sur des motifs de la chanson Champagne de Max Blot. Le titre Bucolique, composé avec Georges Tzipine, a été utilisé dans la bande originale du film historique Stonewall (2015).
Plus tard, il accompagne avec son orchestre de studio des chanteurs comme Jean Patart (Maître Pierre, 1949) et, en 1956, Michel Roger (En attendant ma belle, Olympic #5007).
Il devient sociétaire de la SACEM en 1924 et y parraine entre autres le chanteur Pierre Perret en 1956.

## Enregistrements
- Georges Tzipine / Maurice Jeanjean : Flash-Back - 30 Years Of Background Music (1925-1955) (Label:	Sonimage – SI-CD 004, 1990)